# Roberto Falaschi
Roberto Falaschi (Cascina, 9 giugno 1931 – 30 maggio 2009) è stato un ciclista su strada italiano.
Professionista tra il 1949 e il 1963, conta la vittoria di una tappa al Giro d'Italia.

## Carriera
Corse per la Thomas, la Welter, la Lygie, l'Atala, la Legnano, la Ignis, la Philco TV e la Molteni. Le principali vittorie da professionista furono una tappa al Giro d'Italia 1960 e una tappa al Tour d'Europe nel 1956.
Ha portato a termine sei Giri d'Italia, tre Tour de France e alcune classiche estere.
È deceduto il 30 maggio 2009.

## Palmarès
- 1952

Gran Premio Comune di Cerreto Guidi
- 1953

Gran Premio Industria del Cuoio e delle Pelli
- 1954

Coppa Giulio Burci
- 1955

Giro delle due Province-Marciana di Cascina
- 1956

8ª tappa Giro d'Europa (Strasburgo > Nancy)
- 1957

Gran Premio Ceramisti - Ponzano Magra
- 1960

16ª tappa Giro d'Italia (Verona > Treviso)

## Piazzamenti

### Grandi giri
- Giro d'Italia

1955: ritirato (19ª tappa)
1958: 50º
1959: 60º
1960: 56º
1961: 59º
1962: 37º
1963: 49º
- Tour de France

1959: ritirato (21ª/2ª tappa)
1960: 49º
1961: 50º
1962: 84º
1963: ritirato (16ª/2ª tappa)
- Vuelta a España

1956: ritirato
1961: ritirato

### Classiche
- Milano-Sanremo

1955: 103º
1956: 26º
1957: 17º
1958: 10º
1960: 54º
1962: 24º
- Parigi-Roubaix

1959: 40º
1962: 56º
- Giro di Lombardia

1954: 54º
1955: 86º